# Hàixim ibn Abd-Manaf
Hàixim ibn Abd-Manaf ibn Qussayy —àrab: هاشم بن عبد مناف بن قصي, Hāxim b. ʿAbd Manāf b. Quṣayy— fou el besavi del profeta Muhàmmad. El seu nom original era Amr, però era conegut per Hàixim, que de fet era un malnom.
El seu avi Qussayy havia establert el predomini dels quraixites a la Meca i va reorganitzar les peregrinacions. Hàixim es va ocupar del proveïment dels peregrins. Se li atribueix la instauració del sistema de dues caravanes a l'any a Síria. Va morir a Gaza en una d'aquestes caravanes. Va deixar un fill, Abd-al-Múttalib ibn Hàixim, nascut de Salma bint Amr del clan an-Najjar.
És l'ancestre dels haiximites, que van originar almenys cinc dinasties.